# Eutropis
Eutropis là một chi của thằn lằn bóng thuộc phân họ Lygosominae. Từ lâu, chi này đã được đưa vào "taxon taxon" Mabuya; Nó chứa mabuyas châu Á. Chúng thường chia sẻ môi trường sống của chúng với các skinks phổ biến liên quan (Sphenomorphus), nhưng chúng không cạnh tranh đáng kể vì các hốc sinh thái của chúng khác nhau.

## Loài
Chi này có 31 loài theo The Reptile Database:
- Eutropis andamanensis (Smith, 1935)
- Eutropis beddomii (Jerdon, 1870)
- Eutropis bibronii (Gray, 1839)
- Eutropis bontocensis (Taylor, 1923)
- Eutropis carinata (Schneider, 1801)
- Eutropis chapaensis (Bourret, 1937)
- Eutropis clivicola (Inger, Shaffer, Koshy & Bakde, 1984)
- Eutropis cumingi (Brown & Alcala, 1980)
- Eutropis darevskii (Bobrov, 1992)
- Eutropis dissimilis (Hallowell, 1857)
- Eutropis englei (Taylor, 1925)
- Eutropis floweri (Taylor, 1950)
- Eutropis gansi (Das, 1991)
- Eutropis grandis Howard, Gillespie, Riyanto & Iskandar, 2007
- Eutropis indeprensa (Brown & Alcala, 1980)
- Eutropis innotata (Blanford, 1870)
- Eutropis longicaudata (Hallowell, 1857)
- Eutropis macrophthalma (Mausfeld & Böhme, 2002)
- Eutropis macularia (Blyth, 1853)
- Eutropis madaraszi (Méhely, 1897)
- Eutropis multicarinata (Gray, 1845)
- Eutropis multifasciata (Kuhl, 1820)
- Eutropis nagarjuni (Sharma, 1969)
- Eutropis novemcarinata (Anderson, 1871)
- Eutropis quadratilobus (Bauer & Günther, 1992)
- Eutropis quadricarinata (Boulenger, 1887)
- Eutropis rudis (Boulenger, 1887)
- Eutropis rugifera (Stoliczka, 1870)
- Eutropis tammanna Das, De Silva & Austin, 2008
- Eutropis trivittata (Hardwicke & Gray, 1827)
- Eutropis tytleri (Tytler, 1868)